# 津田信正
津田 信正（つだ のぶまさ）は、江戸時代前期の尾張藩士。家紋は織田木瓜。

## 略歴
元和3年（1617年）、織田藤左衛門家（小田井織田氏）の子孫・津田知信の子として誕生。
寛永18年（1641年）、家督を相続する（寄合、御馬廻組1000石）。貞享2年（1685年）隠居、永入と号する。
元禄8年（1695年）8月12日、病没。享年79。戒名は直心院得翁永入。
弟・権之丞信之は、貫流槍術の創始者である。